# Islam Bibi
Islam Bibi (pashto: د اسلام چاچی), född 1974, död 4 juli 2013, var en kvinnlig afghansk polis vid Helmand-provinsens huvudkontor och en pionjär i kampen för feminism. Hon var den högst rankade kvinnliga polisen i Afghanistan vid sin död, och ledde operationer mot talibanerna. Hon mottog många dödshot och mördades den 4 juli 2013.

## Biografi

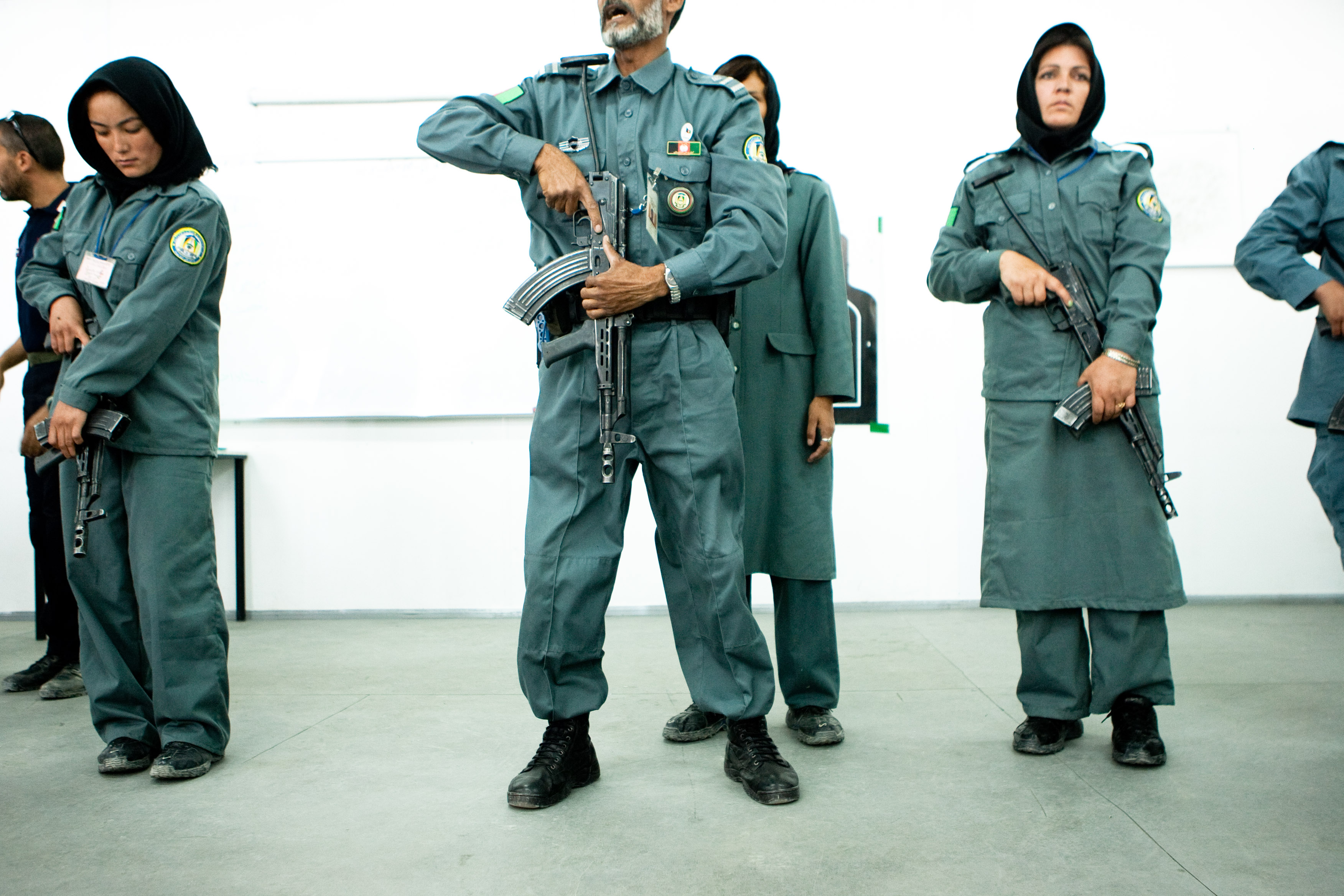
Poliskvinnor i Afghanistan 2010

Bibi föddes i Kunduz-provinsen 1974. När talibanerna tog kontrollen i Afghanistan på 1990-talet var hon en flykting i Iran. Hon återvände till Afghanistan 2001, och började uppfostra sin familj hemma. Mot sin familjs vilja anslöt hon sig till polisen. Bland annat försökte hennes bror döda henne, för att inte i enlighet med hederskulturen befläcka släktens namn.
Bibi gick med i polisstyrkan 2003 och befordrades snabbt till graden som fänrik. Som sådan rapporterade hon direkt till CID-ledningen, vilket var en extraordinär prestation som kvinna i Afghanistan. Hon var den högst rankade poliskvinnan vid den tidpunkten, något som resulterade i att hon fick motta många dödshot.
Hon ledde en stor grupp av kvinnliga poliser, en grupp som jagade efter talibaner. De sökte efter självmordsbombare som klätt ut sig i burka för att maskera sina bomber. Eftersom de var kvinnor kunde de vara först på platsen och ta sig fram till områden där manliga poliser inte var tillåtna. Som poliser täckte de sina ansikten med svarta halsdukar, bar tjocka stövlar och valde i vissa fall att bära herruniformer. Human Rights Watch har konstaterat att kvinnliga poliser ofta upplever sexuella trakasserier och verbala övergrepp av sina manliga motsvarigheter, delvis för att de inte ens har grundläggande faciliteter. Det finns mycket få kvinnliga toaletter på Afghanistans polisstationer, och kvinnor som använder herrtoaletter är mycket sårbara för trakasserier.

## Död
Bibi sköts efter att ha lämnat sitt hem på morgonen den 4 juli 2013. Hon attackerades medan hon åkte på en motorcykel med sin svärson i Lashkar Gah, huvudstaden i Helmand-provinsen. Hon skadades i attacken och dog av sina skador på sjukhusets akutmottagning. Ingen undersökning har inletts för att ta reda på vem som var ansvarig för skytte. Hon hade 6 barn. 